# 路德會呂祥光小學

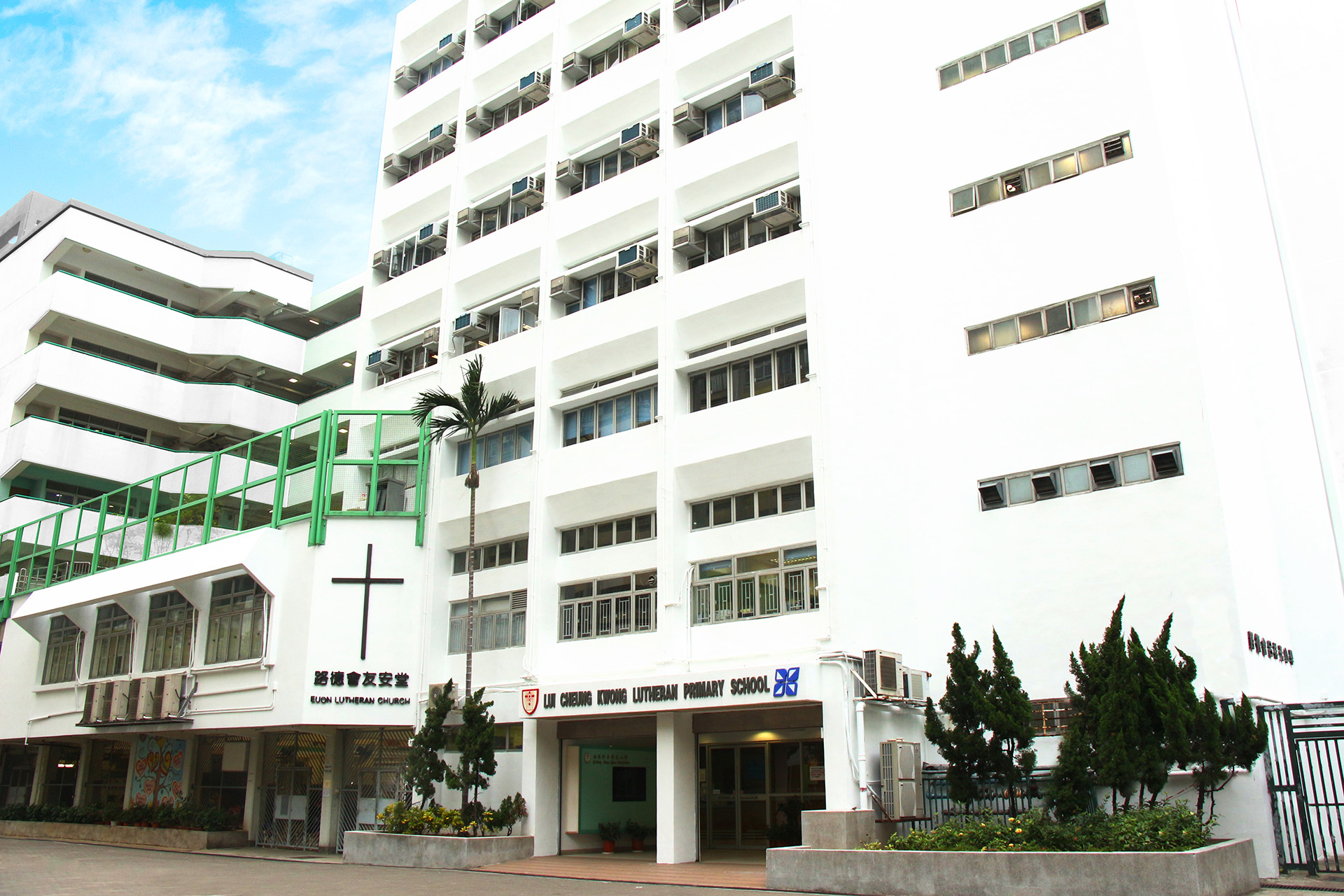
路德會呂祥光小學

路德會呂祥光小學（英語：Lui Cheung Kwong Lutheran Primary School）位於香港新界屯門安定邨(小學校網︰71)，校風淳樸，是區內其中一所具規模的小學。現任校監為戎子由博士，校長是黃綺華 （页面存档备份，存于）女士。
路德會呂祥光小學創立於1982年2月2日，由呂明才基金會資助開辦，是香港路德會屬下津貼小學其中之一，以「仁愛、喜樂、和平」為校訓。2005年9月開始轉為全日制上課時間（下午校遷往蝴蝶邨，定名為香港路德會增城兆霖學校）。
該校每年都有美國路德會派遣的外籍宣教士前來進行英語和宗教活動，令學生有更多機會接觸外籍人士。

## 路德會呂祥光小學緣起
呂祥光先生乃慈善家呂明才先生的父親，於清同治年間，基督教初傳潮州普寧縣麒麟埠倉頭寮鄉時，年少的呂祥光先生即信仰基督，並帶領其家人接受福音，加入浸信會。呂明才基金為景仰其勇敢忠誠愛主，承教育署及路德會之協助，以呂祥光命名，開辧了路德會呂祥光小學。

## 班級結構
| 年級 | 一年級 | 二年級 | 三年級 | 四年級 | 五年級 | 六年級 |
| ---- | ------ | ------ | ------ | ------ | ------ | ------ |
| 班數 | 4      | 4      | 5      | 5      | 5      | 5      |

## 歷屆行政人員

### 校監
- 陳聖光 先生（約1980年代尾）[4]
- 鍾賓榮 牧師（約1990年代內）[5]
- 戎子由 博士（現任校監，兼任香港路德會會長）

### 校長

#### 上午校
- 張勝球 牧師[5]

#### 下午校
- 許明堅 先生[6]

#### 全日
- 黃綺華 女士（現任全日制校長）

## 校舍設施
學校設有三座教學大樓，除設有標準課室、標準特別室及操場外，另設有有英語閱讀長廊 （页面存档备份，存于）、未來教室 （页面存档备份，存于）、電影院 （页面存档备份，存于）、多用途活動室、微電影製作室 （页面存档备份，存于）及空中花園 （页面存档备份，存于）等，校舍設施完備，學習環境理想。

## 聯繫中學
路德會呂祥光中學乃路德會呂祥光小學之聯繫中學，根據教育局制定的中學學位分配辦法，路德會呂祥光中學在扣除重讀生及自行分配學位後，可最多保留餘額的 25% 學位予路德會呂祥光小學的學生。

## 課外活動
制服團隊︰基督少年軍、幼童軍、小女童軍、香港升旗隊、香港交通安全隊及香港紅十字少年團
校隊(體育)︰ 足球、籃球、田徑、芭蕾舞、中國舞、非撞式欖球及劍擊
校隊(其他)︰ 合唱團、中、英文朗誦隊、小小飛機師及機械人編程隊

## 校友
- 郭建邦：香港足球運動員、前香港足球代表隊成員
- 張振朗：香港男藝人

## 學生成就/學校成就
2020-2021年度︰勇奪由教育局及香港教育工作者聯會聯合舉辦的「第十五屆香港小學數學創意解難比賽」小學組金獎。 （页面存档备份，存于）
2020-2021年度︰勇奪教育局主辦的「中小學數學應用創意信息圖設計比賽」高小組金獎及銀獎。 （页面存档备份，存于）
2020-2021年度︰5G 校園計劃先導學校 （页面存档备份，存于）
2020-2021年度︰ETS TOEFL Primary® Global Assessment Excellence Awards （页面存档备份，存于）